# 索科洛夫 (捷克)

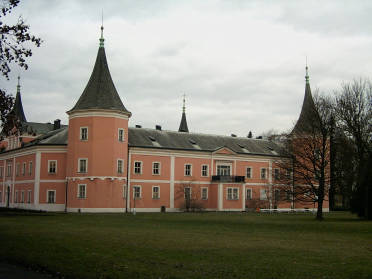

索科洛夫（捷克語：Sokolov）是捷克的城鎮，位於該國西部，由卡羅維發利州負責管轄，面積22.9平方公里，海拔高度401米，鎮上的修道院建於1663至1667年，2006年人口24,456。